# Простейов (окръг)
Окръг Простейов (на чешки: Okres Prostějov) се намира в Оломоуцкия край на Чехия. Площта му е 777,32 km2, а населението му – 108 757 души (2017). Административен център е град Простейов. Окръгът има 97 населени места, в това число 5 града и 6 града без право на самоуправление. Код по LAU-1 – CZ0713.

## География
Разположен е в югозападната част на административния регион. В рамките на края граничи на североизток с окръг Оломоуц, а на изток – с Пршеров. На юг и запад граничи с окръзите Вишков и Бланско от Южноморавския край. На северозапад граничи с окръг Свитави на Пардубицкия край, а на югоизток – с окръг Кромержиж от Злинския край.

## Градове и население
По данни за 2017 г.:
| Град              | Население |
| ----------------- | --------- |
| Простейов         | 43 975    |
| Костелец на Хане  | 2911      |
| Конице            | 2757      |
| Плумлов           | 2321      |
| Немчице над Ханоу | 2002      |

По данни за 2005 г.:
| Общо            | Жени             | Мъже             |
| --------------- | ---------------- | ---------------- |
| 109 309 (100 %) | 56 316 (51,52 %) | 52 993 (48,48 %) |

## Образование
По данни от 2003 г.:
| Вид училище                         | Брой училища |
| ----------------------------------- | ------------ |
| Детски градини                      | 79           |
| Начални училища                     | 48           |
| Гимназии                            | 4            |
| Средни училища и промишлени училища | 8            |
| Средни професионални училища        | 7            |
| Висши професионални училища         |              |

## Здравеопазване
По данни от 2003 г.:
| Лекари                                      | 338 |
| Болници                                     | 1   |
| Специализирани заведения за лечение и отдих | 2   |
| Зъболекари                                  | 67  |
| Аптеки                                      | 21  |

## Транспорт
През окръга преминава част от магистралите D1 и D46, както и първокласния път (път от клас I) I/47. Пътища от клас II в окръга са II/150, II/366, II/367, II/373, II/377, II/378, II/433, II/434, II/448 и II/449.